# Ove Nygren
Ove Nygren (1968 – 30 ottobre 2020) è stato uno sciatore alpino norvegese.

## Biografia
Specialista delle prove tecniche, Nygren debuttò in campo internazionale in occasione dei Mondiali juniores di Bad Kleinkirchheim 1986; ai Campionati norvegesi vinse la medaglia di bronzo nello slalom gigante nel 1987 e nella combinata nel 1988. Non prese parte a rassegne olimpiche né ottenne piazzamenti in Coppa del Mondo o ai Campionati mondiali.

## Palmarès

### Campionati norvegesi
- 2 medaglie (dati dalla stagione 1986-1987):
  - 2 bronzi (slalom gigante[senza fonte] nel 1987; combinata[senza fonte] nel 1988)